# Raffaele Trabucco
Raffaele Trabucco (Aversa, 14 marzo 1823 – ...) è stato un patriota italiano, partecipò ai moti del '48 a Napoli contro il Borbone e si salvò arruolandosi nella marina di guerra inglese.
"Un po' guascone, sicuramente capace maestro di corno inglese, esule girovago di fine '800 e a pieno titolo partecipe al Risorgimento europeo oltre che a quello italiano e meridionale. Trabucco, un garibaldino aversano" E.R.

## Biografia
Raffaele Trabucco nella sua autobiografia offre di sé l'immagine perfetta dell'eroe romantico, tutto patria e lotta. Ardente patriota, partecipa nella guerra di Crimea all'assedio di Sebastopoli. Nel 1858 a Parigi conosce Felice Orsini e resta un anno in carcere dal quale esce perché risultato estraneo all'attentato contro Napoleone III. Nel 1859 torna in Italia per partecipare alla II guerra d'indipendenza e si arruola nei Cacciatori delle Alpi di Garibaldi. Prende parte alla guerra garibaldina del 1860 e nella battaglia di Maddaloni viene ferito gravemente al petto; la ferita eroica gli vale la promozione a capitano. Nel 1862 partecipa con Garibaldi alla campagna per la liberazione di Roma che si conclude tragicamente sull'Aspromonte con il ferimento dell'Eroe dei due Mondi. In questa occasione Trabucco giura di vendicare il ferimento e la mancata unità d'Italia uccidendo il vero responsabile di questi oltraggi: l'imperatore dei Francesi.
Si trasferisce, così, a Parigi dove nel gennaio del 1864 per la delazione del suo pianista viene arrestato dai gendarmi e trovato in possesso di due bombe alla "Felice Orsini" (come venivano definiti gli ordigni a base di mercurio fulminante, esplosivo, chiodi e pezzi di ferro) con le quali doveva tener fede al giuramento fatto. Processato e nonostante una sua nobile autodifesa, viene condannato al carcere a vita ma sarà graziato nel 1870 dalla neonata Repubblica.
Rientrato in Italia gli viene dato dal Governo, per le sue benemerenze patriottiche, un posto di capo usciere alla Prefettura di Reggio.
Inizia da questo momento la seconda parte della sua vita. I tempi sono cambiati, l'unità e l'indipendenza della Patria sono state ottenute, Roma è diventata capitale, il Risorgimento è finito.
Eroe sdegnoso, troppo compreso nella sua parte, che resta fedele al ruolo che ha interpretato e continua a porsi con i caratteri dell'eccezionalità descrivendosi sempre al di sopra delle righe.
Pur proclamandosi sempre garibaldino e mazziniano, non vuole seguire l'evoluzione di questi due movimenti nell'impegno politico e sociale. Preferisce restare fedele al suo cliché di eroe romantico come quelli che da suonatore di corno ha visto sui palcoscenici dei teatri lirici. Nella sua autobiografia si avvia, così, al termine della sua vita progettando nuovi viaggi quasi aggrappandosi ad essi come unica possibilità di sentirsi vivo, solo senza famiglia.